# Käringesjön (Horla socken, Västergötland)
Käringesjön är en sjö i Vårgårda kommun i Västergötland och ingår i Göta älvs huvudavrinningsområde. Sjön har en area på 0,254 kvadratkilometer och ligger 103,9 meter över havet.

## Delavrinningsområde
Käringesjön ingår i det delavrinningsområde (643585-132286) som SMHI kallar för Ovan Kyllingsån. Medelhöjden är 130 meter över havet och ytan är 48,01 kvadratkilometer. Räknas de 10 avrinningsområdena uppströms in blir den ackumulerade arean 290,35 kvadratkilometer. Säveån som avvattnar avrinningsområdet har biflödesordning 2, vilket innebär att vattnet flödar genom totalt 2 vattendrag innan det når havet efter 87 kilometer. Avrinningsområdet består mestadels av skog (59 procent), öppen mark (13 procent) och jordbruk (22 procent). Avrinningsområdet har 0,25 kvadratkilometer vattenytor vilket ger det en sjöprocent på 0,5 procent.